# Lirey
Lirey – miejscowość i gmina we Francji, w regionie Grand Est, w departamencie Aube.
Według danych na rok 1990 gminę zamieszkiwały 93 osoby, a gęstość zaludnienia wynosiła 19 osób/km².
W Lirey około 1350 r. odnaleziono Całun Turyński. W 1356 r. biskup Troyes, Henryk z Poitiers, konsekrował kolegiatę w Lirey, a rok później przyznał odpusty pielgrzymom nawiedzającym wystawiany tam całun.